# Baron Saye and Sele

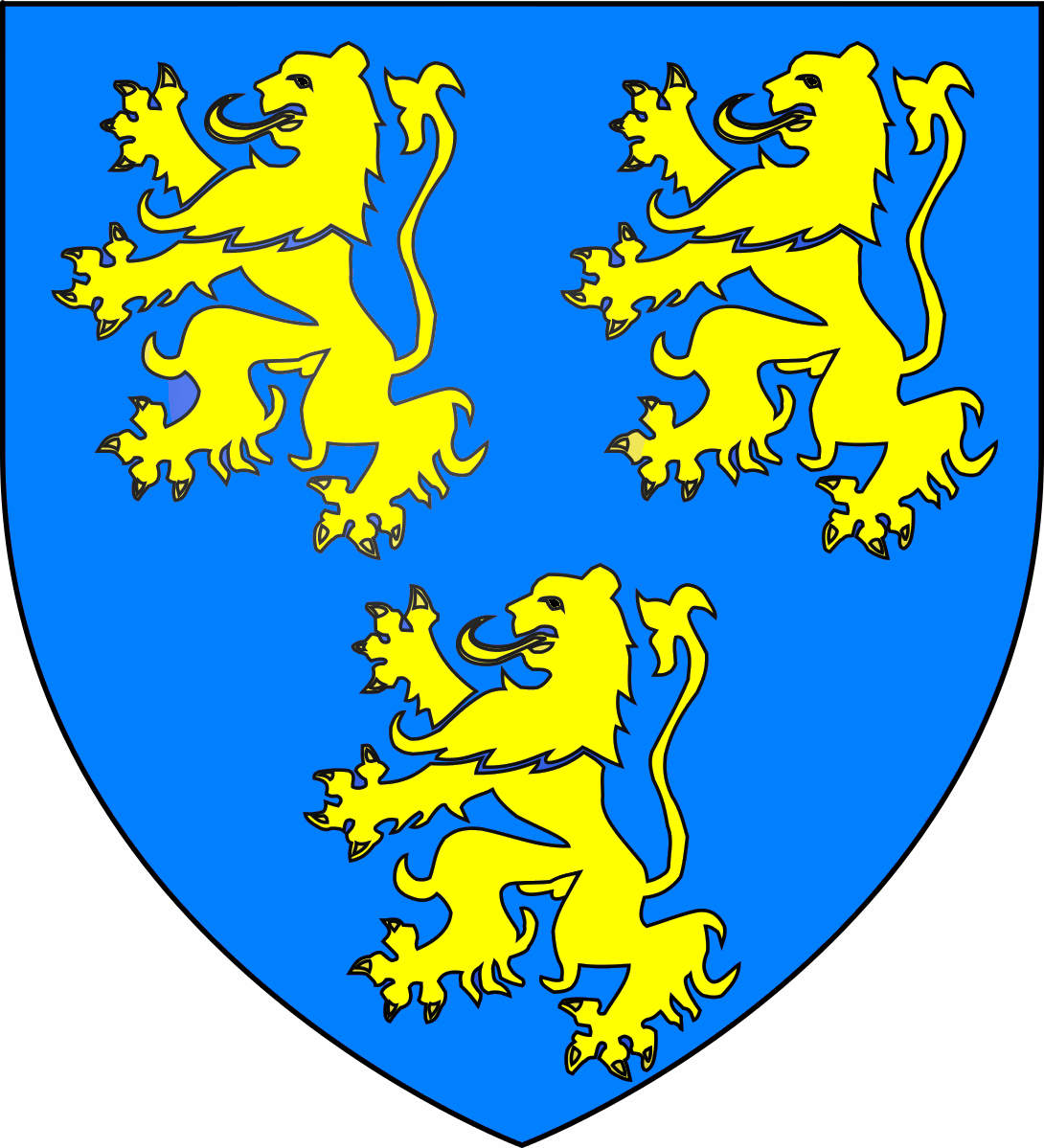
Wappen der Barone Saye and Sele

Baron Saye and Sele ist ein erblicher britischer Adelstitel in der Peerage of England.

## Verleihung
Die Baronie wurde im Februar 1447 durch Letters Patent für den Politiker und Militär James Fiennes geschaffen. Der Titel war entsprechend ausschließlich in männlicher Linie vererbbar. Sein Enkel, der 3. Baron, wurde nie ins Parlament berufen und der Titel scheint auch von seinen Nachkommen bis zum 6. Baron nicht beansprucht worden zu sein. Erst der 7. Baron beanspruchte 1573 den Titel. Er war damit erst 1603 erfolgreich, als ihm König Jakob I. 1603 durch Letters Patent den Titel bestätigte. Er bestätigte ihm den 1447 geschaffenen Titel, allerdings mit der Maßgabe, dass er im Hinblick auf die Protokollarische Rangordnung als erst 1603 geschaffen gelten solle. Aufgrund der irrigen Annahme, die Baronie von 1447 sei by writ erschaffen worden, bestätigte er ihm auch die entsprechende Möglichkeit der Erbfolge in weiblicher Linie.
Der 8. Baron wurde am 7. Juli 1624 in der Peerage of England zum Viscount Saye and Sele erhoben. Beim Tod von dessen Sohn, dem 2. Viscount, am 15. März 1674, trennten sich die beiden Titel. Die Viscountcy fiel an dessen Neffen William Fiennes, die Baronie hingegen fiel in Abeyance zwischen dessen beiden Töchtern, Hon. Elizabeth Twisleton und Hon. Frances Ellis. Die Viscountcy erlosch schließlich beim Tod des 6. Viscounts am 29. Juli 1781.
1715 waren alle Co-Erbinnen der Baronie bis auf eine gestorben, nämlich Cecil Twisleton, die Tochter der vorgenannten Elizabeth Twisleton. Sie war dadurch de iure 10. Baroness Saye and Sele, allerdings ließ erst ihr Urenkel 1781 die Abeyance formell beenden und sich rechtswirksam den Titel als 13. Baron bestätigen. Mehrere seiner Nachfahren ergänzten bzw. änderten ihren Nachnamen unter Bezugnahme auch ihre Vorfahren in weiblicher Linie; heutiger Titelinhaber ist sein Nachfahre Martin Fiennes als 22. Baron.

## Liste der Barone und Viscounts Saye and Sele

### Barone Saye and Sele (1447)
- James Fiennes, 1. Baron Saye and Sele (um 1395–1450)
- William Fiennes, 2. Baron Saye and Sele (um 1428–1471)
- Henry Fiennes, 3. Baron Saye and Sele (um 1460–1476)
- Richard Fiennes, 4. Baron Saye and Sele (1471–1501)
- Edward Fiennes, 5. Baron Saye and Sele (um 1500–1528)
- Richard Fiennes, 6. Baron Saye and Sele (um 1520–1573)
- Richard Fiennes, 7. Baron Saye and Sele (um 1557–1613)
- William Fiennes, 8. Baron Saye and Sele (1582–1662) (1624 zum Viscount Saye and Sele erhoben)

### Viscounts Saye and Sele (1624)
- William Fiennes, 1. Viscount Saye and Sele, 8. Baron Saye and Sele (1582–1662)
- James Fiennes, 2. Viscount Saye and Sele, 9. Baron Saye and Sele (um 1603–1674) (Baronie abeyant 1674; Fortsetzung siehe unten)
- William Fiennes, 3. Viscount Saye and Sele (um 1641–1698)
- Nathaniel Fiennes, 4. Viscount Saye and Sele (1676–1710)
- Laurence Fiennes, 5. Viscount Saye and Sele (um 1690–1742)
- Richard Fiennes, 6. Viscount Saye and Sele (1716–1781)

### Barone Saye and Sele (1447/1603; Fortsetzung)
- Cecil Twisleton, de iure 10. Baroness Saye and Sele (* 1723) (einzelerbberechtigt seit 1715)
- Fiennes Twistleton, de iure 11. Baron Saye and Sele (1670–1730)
- John Twisleton, de iure 12. Baron Saye and Sele (1698–1763)
- Thomas Twisleton, 13. Baron Saye and Sele (um 1735–1788) (Abeyance beendet 1781)
- Gregory Eardley-Twisleton-Fiennes, 14. Baron Saye and Sele (1769–1844)
- William Eardley-Twisleton-Fiennes, 15. Baron Saye and Sele (1798–1847)
- Frederick Twisleton-Wykeham-Fiennes, 16. Baron Saye and Sele (1799–1887)
- John Twisleton-Wykeham-Fiennes, 17. Baron Saye and Sele (1830–1907)
- Geoffrey Twisleton-Wykeham-Fiennes, 18. Baron Saye and Sele (1858–1937)
- Geoffrey Twisleton-Wykeham-Fiennes, 19. Baron Saye and Sele (1884–1949)
- Ivo Twisleton-Wykeham-Fiennes, 20. Baron Saye and Sele (1885–1968)
- Nathaniel Fiennes, 21. Baron Saye and Sele (1920–2024)
- Martin Fiennes, 22. Baron Saye and Sele (* 1961)

Titelerbe (Heir apparent) ist der älteste Sohn des aktuellen Titelinhabers, Hon. Guy Fiennes (* 1997).